# Los Cerrillos
Los Cerrillos és una concentració de població designada pel cens dels Estats Units a l'estat de Nou Mèxic. Segons el cens del 2000 tenia 229 habitants.

## Demografia
Segons el cens del 2000, Los Cerrillos tenia 229 habitants, 111 habitatges, i 59 famílies. La densitat de població era de 63,6 habitants per km².
Dels 111 habitatges en un 21,6% hi vivien nens de menys de 18 anys, en un 42,3% hi vivien parelles casades, en un 7,2% dones solteres, i en un 46,8% no eren unitats familiars. En el 41,4% dels habitatges hi vivien persones soles el 7,2% de les quals corresponia a persones de 65 anys o més que vivien soles. El nombre mitjà de persones vivint en cada habitatge era de 2,06 i el nombre mitjà de persones que vivien en cada família era de 2,83.
Per edats la població es repartia de la següent manera: un 17,9% tenia menys de 18 anys, un 2,2% entre 18 i 24, un 31,9% entre 25 i 44, un 33,2% de 45 a 60 i un 14,8% 65 anys o més.
L'edat mediana era de 44 anys. Per cada 100 dones de 18 o més anys hi havia 106,6 homes.
La renda mediana per habitatge era de 13.661 $ i la renda mediana per família de 31.161 $. Els homes tenien una renda mediana de 30.446 $ mentre que les dones 31.250 $. La renda per capita de la població era de 14.215 $. Aproximadament el 25,9% de les famílies i el 18,4% de la població estaven per davall del llindar de pobresa.

## Poblacions més properes
El següent diagrama mostra les poblacions més properes.